# Little Bighorn Battlefield National Monument
O Little Bighorn Battlefield National Monument ("Monumento Nacional do Campo de Batalha de Little Bighorn") preserva o local da Batalha de Little Bighorn de 25 e 26 de junho de 1876, perto da Crow Agency, em Montana, nos Estados Unidos. Também serve como um memorial para aqueles que lutaram na batalha: a 7ª Cavalaria de George Armstrong Custer e uma força combinada Lakota-Cheyenne do Norte e Arapaho. O Custer National Cemetery, no campo de batalha, é um monumento nacional. O local de uma ação militar liderada por Marcus Reno e Frederick Benteen também é um monumento nacional, mas fica a cerca de 5 km a sudeste do campo de batalha de Little Bighorn.

## Histórico
- 25 e 26 de junho de 1876: Batalha de Little Bighorn.
- 1877: Custer, que havia sido enterrado lá, foi reenterrado no cemitério de West Point.
- 29 de janeiro de 1879: O Secretário da Guerra primeiro preservou o local como um Cemitério Nacional dos Estados Unidos, para proteger os túmulos dos soldados da 7ª Cavalaria ali enterrados.
- 7 de dezembro de 1886: O local foi proclamado "National Cemetery of Custer's Battlefield Reservation" para incluir sepultamentos de outras campanhas e guerras. O nome foi abreviado para "Custer National Cemetery".
- 5 de novembro de 1887: Criada a "Battle of Crow Agency", três milhas ao norte do campo de batalha de Custer.
- 14 de abril de 1926: O "Reno-Benteen Battlefield" foi adicionado.
- 1 de julho de 1940: O controle do local foi transferido do Departamento de Guerra dos Estados Unidos para o Serviço Nacional de Parques.
- 22 de março de 1946: O local foi redesignado "Custer Battlefield National Monument".
- 15 de outubro de 1966: O local foi listado no Registro Nacional de Lugares Históricos.[4]
- 1976: O "American Indian Movement" (AIM) protestou contra a comemoração do centenário do local, argumentando que o local reverenciava Custer e a Batalha de Little Big Horn como parte de uma saga heróica da história americana e da expansão para o oeste americano enquanto na visão deles, aqueles que a reverenciavam estariam na verdade "celebrando um ato de genocídio".[5]
- 11 de agosto de 1983: Um incêndio florestal destruiu uma densa vegetação espinhosa que ao longo dos anos se espalhou e cobriu o local.[6] Isso permitiu que os arqueólogos tivessem acesso ao local.
- 1984, 1985: escavações arqueológicas no local.
- 10 de dezembro de 1991: O local foi renomeado como "Little Bighorn Battlefield National Monument" por uma lei assinada pelo presidente George H. W. Bush.